# Министерство иностранных дел Колумбии
Министерство иностранных дел Колумбии (испан. Ministerio de Relaciones Exteriores) — национальное министерство исполнительного правительства Колумбии, которое несет ответственность за международные отношения Колумбии с помощью своих дипломатических представительств за рубежом, путём формулирования внешней политики, имеющей отношение к вопросам, представляющим государство. Оно эквивалентно министерствам иностранных дел в других странах.